# FairyTale: A True Story
FairyTale: A True Story är en amerikansk dramafilm från 1997 i regi av Charles Sturridge. Filmen är inspirerad av händelserna kring fotografierna på Cottingley Fairies i England under 1910-talet. I huvudrollerna ses Florence Hoath, Elizabeth Earl, Paul McGann, Phoebe Nicholls, Harvey Keitel och Peter O'Toole.

## Handling
Två barn tar år 1917 ett fotografi som av en del tros vara bevis för att älvor existerar. Det blir all sorts uppståndelse kring detta, framförallt när både Sir Arthur Conan Doyle och Harry Houdini tar upp fallet och till och med besöker familjen ute på landsbygden.
Frances går samtidigt och väntar och hoppas på att hennes pappa ska komma hem från kriget. Kan älvorna hjälpa dem?

## Rollista i urval
- Peter O'Toole - Sir Arthur Conan Doyle
- Florence Hoath - Elsie Wright
- Elizabeth Earl - Frances Griffiths
- Harvey Keitel - Harry Houdini
- Paul McGann - Arthur Wright
- Bill Nighy - Edward Gardner
- Phoebe Nicholls - Polly Wright
- Anna Chancellor - Peter Pan
- Mel Gibson - Frances far (ej krediterad)
- David Calder - Harold Snelling
- Benjamin Whitrow - Mr. Binley